# Trovatello

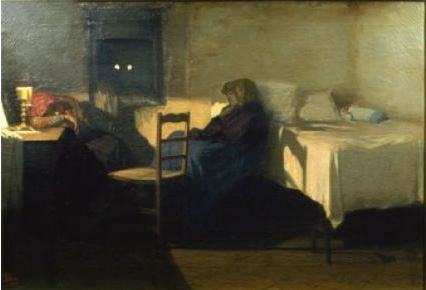
La guardia alla ruota dei trovatelli di Gioacchino Toma (1846-1891)

Con i termini trovatello, esposto o proietto veniva indicato, specialmente in passato, il bambino abbandonato dai genitori in tenera età o non riconosciuto alla nascita.
Spesso si trattava di bambini illegittimi, ma i due concetti non vanno confusi.

## Storia del fenomeno
L'abbandono dei neonati è un fenomeno antichissimo. Esso era ampiamente utilizzato in alcune società antiche. Per esempio, nella società dell'antica Roma il 20-40% dei bambini veniva abbandonato, mentre nella Grecia antica la percentuale s'attestava sul 10%.
All'epoca i trovatelli erano raccolti dai mercanti di schiavi che, dopo averlo affidato a una balia, vendevano il bambino appena questo era in grado di lavorare.
Nel Medioevo tale fenomeno è rientrato per effetto della morale cristiana, ma ha ripreso vigore a partire dal XVI secolo.
Nell'Ottocento il fenomeno dei bambini esposti raggiunse proporzioni enormi. A Milano e in altre città europee sfiorò un terzo delle nascite. Secondo alcune stime, nell'Europa occidentale, negli anni attorno al 1850, sarebbero stati abbandonati più di 100.000 bambini all'anno.
In Paesi cattolici, quali Italia e Francia, il fenomeno del non riconoscimento alla nascita era più rilevante che nei Paesi a prevalenza protestante, poiché, a differenza di questi ultimi, la legge garantiva il segreto della maternità ed era consentito a una donna nubile di partorire anonimamente in strutture pubbliche e lasciare il bambino presso le stesse. Tuttavia la metà circa dei figli non riconosciuti non erano illegittimi. Inoltre circa il 40% degli esposti venivano poi riconosciuti e ripresi dai loro genitori dopo il dodicesimo mese di vita, al termine del periodo di allattamento. Al momento dell'abbandono infatti venivano spesso lasciati oggetti o scritti, in modo da poter riconoscere il bambino per poterlo riavere.
In Italia fino all'unità il fenomeno fu prevalente al Nord, mentre sul finire del XIX secolo fu prevalente nel Mezzogiorno. Nel XX secolo il fenomeno si è ridotto rimanendo comunque di proporzioni rilevanti: negli Anni Cinquanta i casi di non riconoscimento alla nascita, ai quali è necessario aggiungere anche alcuni casi di abbandono successivi, erano circa 5.000 all’anno. Da allora le nascite sono diminuite circa del 39%, mentre i non riconoscimenti alla nascita sono calati del 90% arrivando circa a 400 casi ogni anno.

### Il caso di Milano nell'Ottocento
Emblematico è il caso di Milano. Il fenomeno a metà Ottocento assunse grande rilevanza. Tra il 1845 e il 1864 vennero abbandonati nella Pia Casa degli Esposti e delle Partorienti in Santa Caterina alla Ruota di Milano, 85.267 bambini, con una media di 4.263 trovatelli all'anno. Si trattava del 30% circa dei bambini nati in città. Le famiglie operaie non riuscivano a mantenere più di 4-5 figli alla volta e ogni nuova nascita era un problema per l'economia familiare, anche perché spesso le donne operaie lavoravano e non avevano molto tempo da dedicare alla cura dei bambini piccoli.
Questo fenomeno creò una iper-fecondità delle donne milanesi, in particolare operaie. Infatti, dati gli effetti frenanti alla fecondità creati dall'allattamento, in assenza di contraccettivi, le donne, abbandonati i figli, divenivano immediatamente pronte per una nuova gravidanza. Così le operaie milanesi, a metà Ottocento, partorirono in media 13,7 figli contro gli 8,4 della media nazionale.
Questa dinamica era comune a diverse grandi città. Basti pensare che nei quartieri operai e poveri di Napoli nei primi anni ottanta dell'Ottocento si sfiorava un tasso di natalità del 50‰ contro una natalità nazionale del 38‰.

## La ruota degli esposti

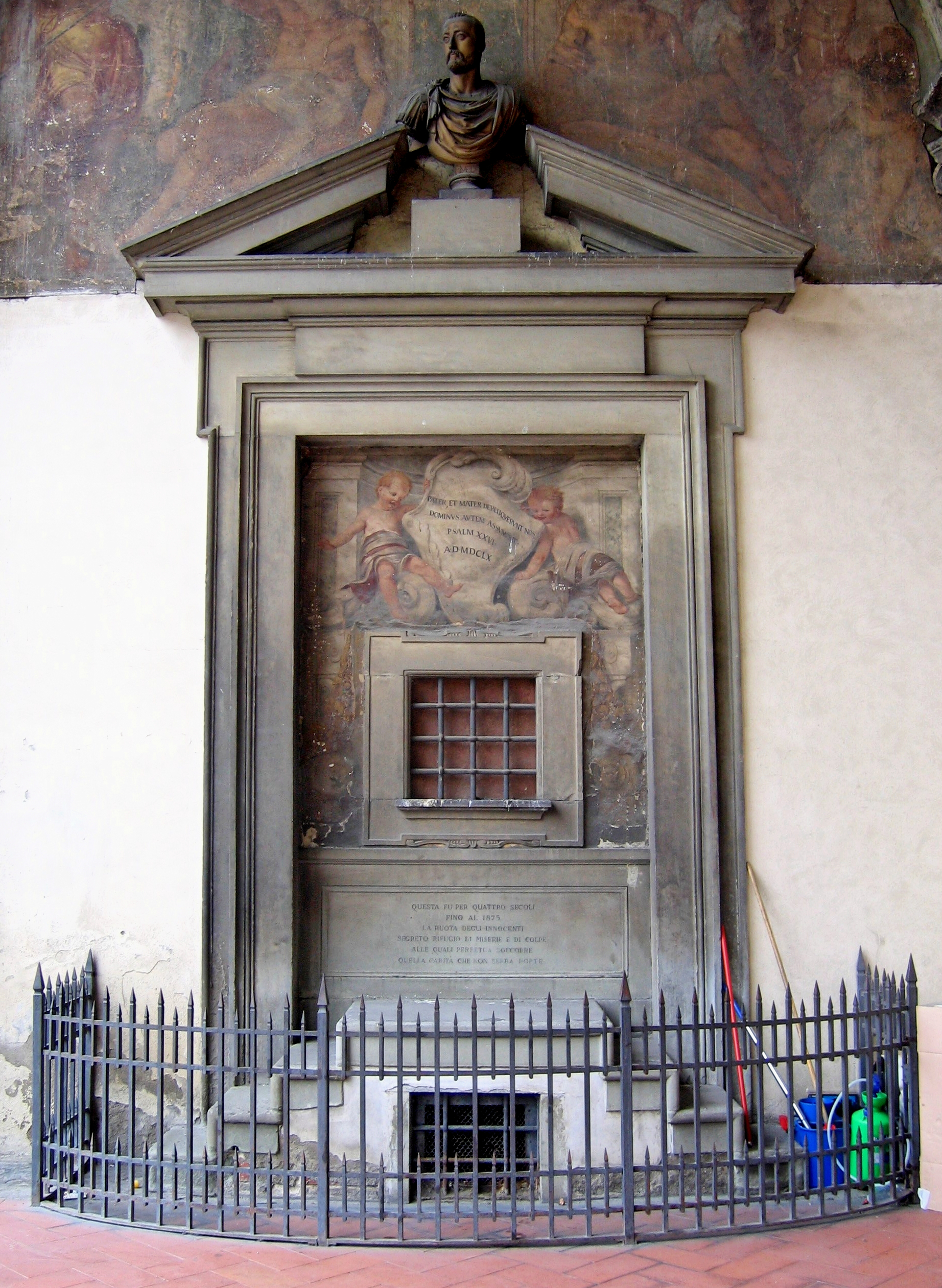
La ruota allo spedale degli Innocenti di Firenze

Il fenomeno era molto rilevante nei secoli scorsi, tant'è che tutte le città avevano un luogo apposito dove lasciare i neonati, la cosiddetta ruota degli esposti. Le ruote erano collocate vicino alle chiese accanto a un portone. Il neonato veniva appoggiato nella struttura che, fatta ruotare con una breve spinta, portava il bambino dentro l'edificio. Attaccata alla ruota c'erano delle campanelle in modo che, girando la ruota, si avvisasse l'addetto alla ruota della presenza di un bambino.
La ruota degli esposti era concepita dalle famiglie povere come una forma assistenziale che veniva offerta alla società.
In Sicilia, la pratica era comune, e la maggior parte dei villaggi aveva una ruota dei proietti, curata da una donna chiamata custode o ricevitrice dei proietti, o semplicemente "la Ruotaia".
Da tale luogo i bambini venivano prelevati e affidati a una balia (spesso una donna che aveva appena perso un neonato) e, finito l'allattamento, erano mandati negli orfanotrofi. A volte gli orfanotrofi riuscivano a fare adottare, specie nelle campagne, i bambini.
La mortalità infantile dei trovatelli all'interno degli orfanotrofi era elevatissima a causa del mancato allattamento con il latte materno e delle condizioni igienico-sanitarie di questi luoghi. Ad esempio, tra 1761 e il 1770 in un brefotrofio di Milano, veniva registrata una mortalità di circa il 43%. A seguito di un'ispezione ordinata dall'Imperatrice, venne riportato: «Angustie di luogo assai nocive alla salute di questi poveri bambini trovasi nello spedal maggiore per maniera che è necessario condensare perfino cinquanta bambini in tre sole, altronde non molto grandi, stanze e tenerveli quattro per letto».

## Cognomi
Ai bambini abbandonati si davano cognomi convenzionali, con varianti da città a città. Era consuetudine dare cognomi dal significato religioso, che proteggessero i bambini (Diotisalvi, Diotaiuti, Diotallevi, Servodidio, Acquistapace, Di Dio). A Milano era tipico il cognome Colombo (dal simbolo dell'ospedale Maggiore), a Napoli era invece tipico il cognome Esposito (esposto), a Firenze si usava Innocenti o Degl'Innocenti (dal nome dello Spedale degli Innocenti), in Romagna si usava Casadei. A Roma, durante il papato, era comune chiamare i trovatelli con il termine projetti, da cui deriva uno dei più comuni cognomi romani: Proietti. A Genova venivano usati i cognomi Casagrande, Dellacasa, Dellachà, Dellacasagrande per i bambini consegnati o ritrovati presso l'Ospedale di Pammatone.
Venivano usati anche cognomi come Del Signore, Del Papa, Del Re e simili.